# Guggenberg (Gemeinde Matrei in Osttirol)
Guggenberg ist eine Rotte der Fraktion Ganz in der Gemeinde Matrei in Osttirol. Die Ortschaft liegt westlich des Matreier Marktes an den Nordabhängen des Großen Zunigs (Villgratner Berge) in rund 1150 Metern Höhe. Guggenberg hatte 1991 37 Einwohner.

## Geographie
Guggenberg liegt in der Katastralgemeinde Matrei in Osttirol Land und befindet sich rund zweieinhalb Kilometer südwestlich des Zentrums des Matreier Marktes. Die Rotte gehört zur Fraktion Ganz, die sich aus der Rotte Guggenberg, dem Weiler St. Nikolaus, dem Dorf Ganz sowie zerstreut liegenden Häusern zusammensetzt. Guggenberg ist vom Matreier Markt über eine Straße erreichbar, die von der Siedlung Auerfeld die Isel überquert und über die Ortschaft Waier und das Dorf Ganz zum Güterweg Guggenberg führt. Dieser steigt steil an und führt durch einen bewaldeten Berghang und den Zunigbach zum Parkplatz Guggenberg. Von hier führt ein Weg nach Osten zu den Bauernhöfen Niggler (Ganz 11) und Lukasser (Ganz 10) sowie einem weiteren Wohnhaus (Ganz 9). Ein weiterer Weg führt nach Nordosten zum etwas abseits gelegenen Bauernhof Lampeter (Ganz 8).

## Geschichte
Guggenberg wies bereits Mitte des 19. Jahrhunderts die heutige Siedlungsstruktur auf. Bei der Volkszählung 1923 wurden für Guggenberg 33 Einwohner in vier Häusern gezählt. Im Zuge der Volkszählung 1951 wurde für Guggenberg eine Bevölkerungszahl von 30 Menschen in drei Häusern erhoben. 1961 lebten in der Rotte 34 Menschen in drei Häusern, 1971 29 Menschen in drei Häusern. 1981 umfasste Guggenberg wieder vier Häuser mit sechs Haushalten, die 35 Einwohner beherbergten. Letztmalig wurde die Bevölkerungszahl von Guggenberg 1991 separat von der Fraktion Ganz ausgewiesen. Damals lebten in der Rotte 37 Menschen, wobei vier Gebäude, sechs Haushalte und drei landwirtschaftliche bzw. forstwirtschaftliche Betriebsstätten existierten.

## Gebäude
Guggenberg besteht aus den drei Paarhöfen Niggler, Lukasser und Lampeter sowie einem Wohngebäude. Für das Wohngebäude ist 1859 ein hölzerner Vorgängerbau dokumentiert, der den Volkszählungen folgend wohl in der ersten Hälfte des 20. Jahrhunderts (bzw. nach 1923) verschwand und zwischen 1972 und 1980 als dreigeschoßiges Wohngebäude mit zwei gemauerten Geschoßen neu errichtet wurde. Der Bauernhof Lampeter umfasst wiederum ein Wohngebäude und drei Wirtschaftsgebäude.

### Niggler

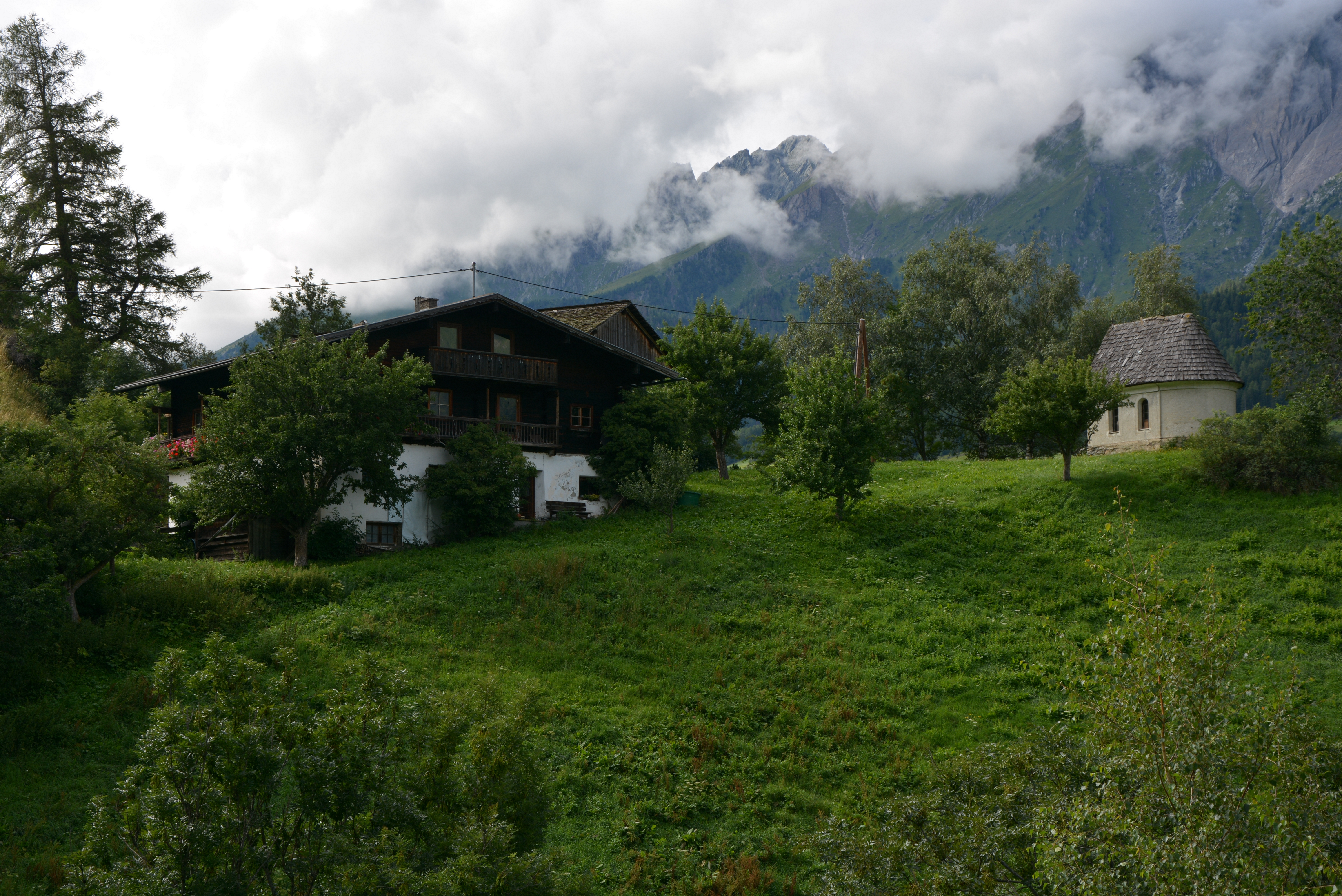
Bauernhof Niggler mit Kapelle

Ein besonderes Ensemble bildet der Paarhof Niggler, zu dem auch die Nigglerkapelle gehört. Das Wohngebäude des Nigglerhofs stammt im Baukern vermutlich aus dem 18. Jahrhundert und wurde Ende des 20. Jahrhunderts saniert. Es besteht aus gemauertem Keller- und Erdgeschoß mit Mittelflurgrundriss, einem Obergeschoß in Kantblockbauweise sowie umlaufende Söller im Obergeschoß und kleinem Giebelsöller. Das zugehörige und durch einen Verbindungsgang mit dem Wohngebäude verbundene Wirtschaftsgebäude wurde vermutlich ebenfalls im 18. Jahrhundert errichtet und nach 1860 umgebaut. Es wurde in kombinierter Holzbauweise (Block- und Ständerbauweise) errichtet und besteht aus dem traufseitig erschlossenen Stall, Tenne und Heulege, wobei die Tenne von beiden Traufseiten befahrbar ist. Die aus der zweiten Hälfte des 19. 18. Jahrhunderts stammende Nigglerkapelle ist der heiligen Dreifaltigkeit geweiht.

### Lukasser
Das Wohngebäude des Paarhof Lukasser besitzt einen Baukern aus dem 18. oder 19. Jahrhundert. Das dreigeschoßige Wohngebäude wurde um 2010 weitgehend umgebaut und besteht aus zwei gemauerten Geschoßen mit darüberliegendem Kantblockbau mit umlaufenden Söllern. Das zugehörige, dreigeschoßige Wirtschaftsgebäude stammt im Baukern vermutlich ebenfalls aus dem 18./19. Jahrhundert und wurde um 2000 erweitert. Es handelt sich um einen Kantblockbau mit gemauertem Fundament, wobei über dem ebenerdigen Stall die giebelseitig befahrbare Tenne liegt, im Dachraum darüber die Heulege. Westlich von Guggenberg befindet sich auch das sogenannte Lukasserkreuz.